# 菱叶滨榕
菱叶滨榕（学名：Ficus tannoensis f. rhombifolia）为桑科榕属滨榕下的一个变型。

## 扩展阅读
- 維基物種上的相關：菱叶滨榕